# 언어우열론
언어우열론(言語優劣論)이란 여러 언어간에는 우열의 서열이 존재하며, 특정 언어는 다른 언어에 비해 우월하다는 생각 또는 담론을 말한다. 대부분 국가주의, 인종주의, 민족주의적 담론과 결부되어 주장되는 경우가 많다.

## 역사
고대의 그리스인들은 주변의 이민족들을 barbarus라고 불렀는데, 이는 더듬거리다라는 뜻으로, 그리스어를 모르거나 알아들을 수 없는 말을 하는 사람들을 일컫는다. 즉, 그리스문명과 그 상징인 그리스어가 다른 이민족의 언어에 비해 우월하다는 사고방식의 표현인 것이다.
19세기 유럽의 언어학자들은 백인종의 주언어인 인도유럽어가 진화의 정점에 있다는 언어라고 간주하고, 이를 진화론등 과학적 담론을 이용하여 합리화하려고 하였다. 식민당국이나 선교사들은 식민지의 토착어들이 열등하다는 전제하에 문명의 상징인 유럽의 언어를 이식하는 것을 정당화하였다.
슈테판 울만이나 오토 예스베르센 등의 저명한 학자들도 소수민족의 언어체계를 연구하면서 명세하고 정교한 어휘체계에 대해 과도한 기억력의 부담을 가중시키는 비효율적 정신작용의 증거로 간주하거나, "추상어휘가 없는 것은 나무를 보되, 숲을 보지 못하는 것"등의 논평을 하였다.

## 참고 문헌
- 《사라져 가는 목소리들》 다니엘 네틀, 이제이 북스